# كوين غولدن
كوين غولدن (بالإنجليزية: Quinn Golden)‏ هو مغني أمريكي، ولد في 25 أكتوبر 1954، وتوفي في 28 يوليو 2003.